# Museum of Contemporary Art (Sydney)

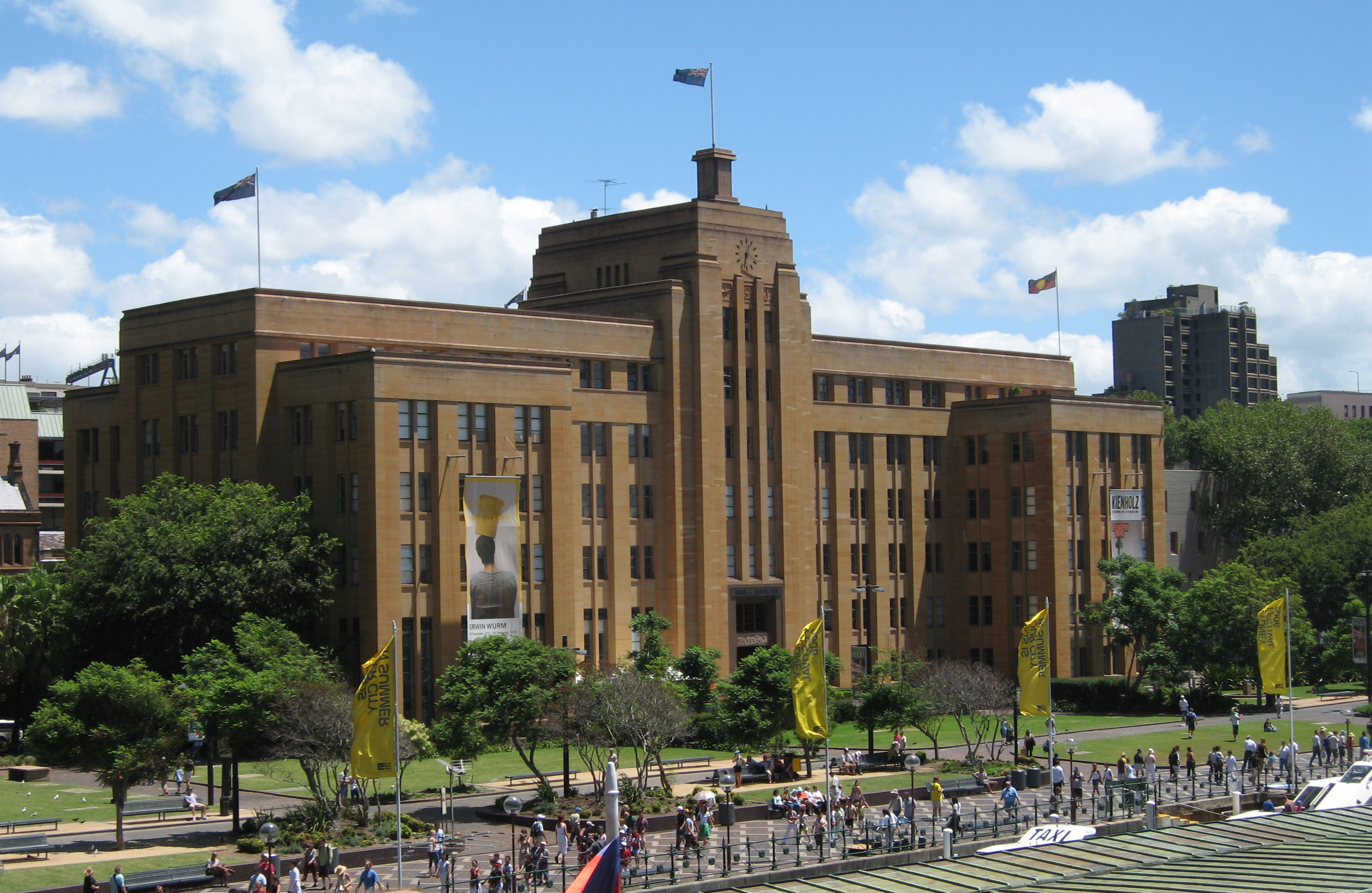
Museum of Contemporary Art

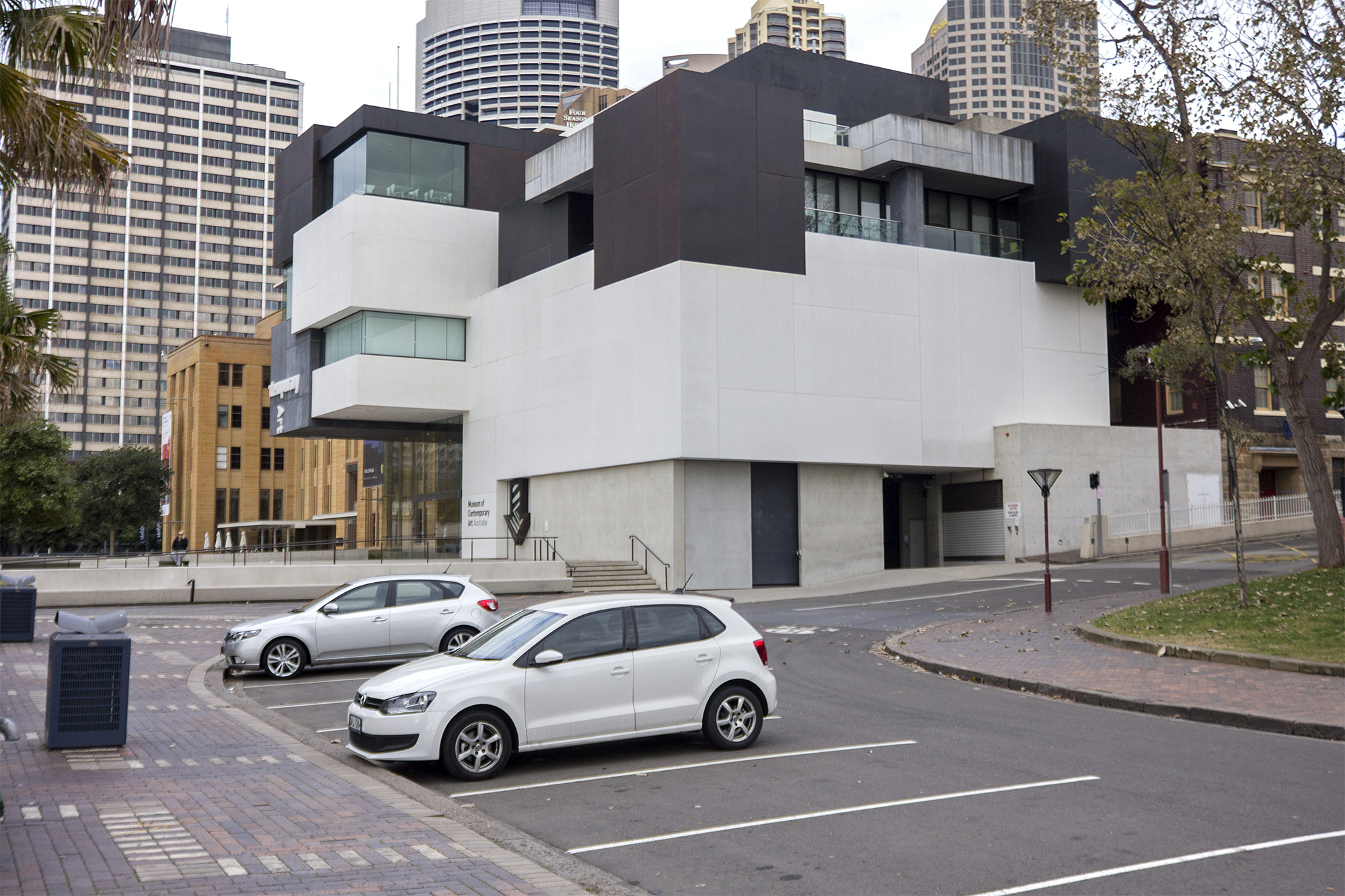
uitbreiding van het museum uit 2012

Het Museum of Contemporary Art (MCA) is een museum voor hedendaagse kunst in het Australische Sydney. Het museum is gelegen aan de Circular Quay, dicht bij de Harbour Bridge.

## Geschiedenis
Het museum is gehuisvest in een art deco gebouw, vroeger gekend als het Maritime Services Board Building. De tekeningen voor dit gebouw werden gemaakt van 1939 tot 1940 door de Australische architect W.H. Withers. Na de Tweede Wereldoorlog wijzigde architect W. D. H. Baxter het ontwerp dat tussen 1949 en 1952 werd gerealiseerd. Als museum kwam het gebouw in november 1991 in gebruik. Het onderging tussen 2010 en 2012 een grondige renovatie en werd fors vergroot, de nieuwbouw is ontworpen door architect Sam Marshall.

## Collectie
In het museum is werk aanwezig van onder meer:
Ulay, Marina Abramović, Valerio Adami, Joseph Beuys, Christo en Jeanne-Claude, Neil Dawson, Gilbert & George, Richard Hamilton, Keith Haring, Roy Lichtenstein, Ed Ruscha, Cindy Sherman en Andy Warhol.